# Andrej Čochov

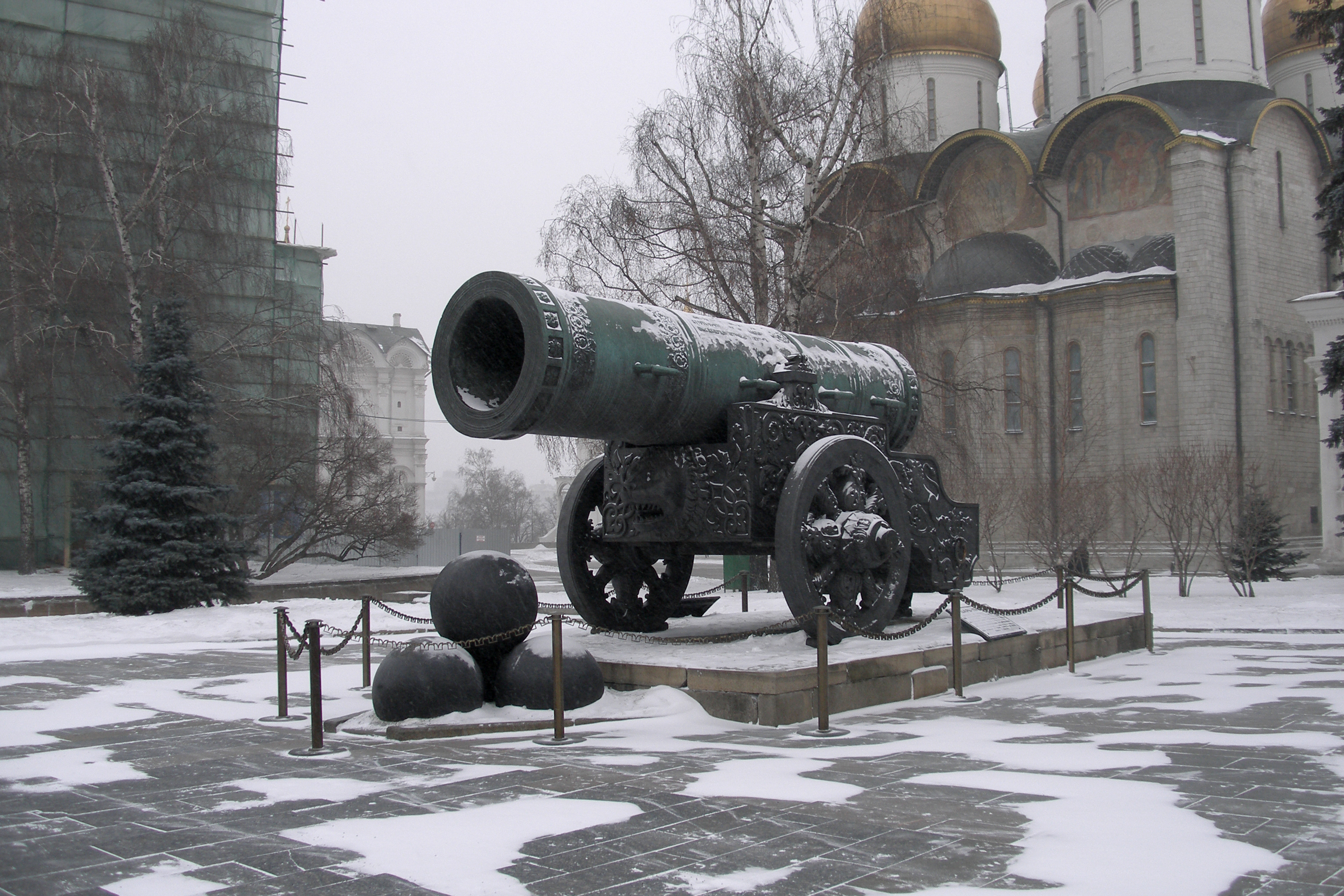
Čochovova Car-puška

Andrej Čochov (rusky Андре́й Чо́хов, kolem 1545–1629) byl ruský kovolitec.
Přes 60 let pracoval v Moskvě v Kremlu, kde vytvořil větší množství (z dokumentů je známo více než 20) děl, včetně známého Car-puška (1586). První datovaná práce Andreje Čochova se datuje k roku 1568, poslední roku 1629.
Andrej Čochov se narodil kolem roku 1545. Vyučil se u mistra Kašpira Ganusova. Již v roce 1590 se Čochov řadil k významným moskevským kovolitcům.
Andrej Čochov měl mnoho žáků, někteří z nich se později stali slavnými kovolijci: Proňa Fjodorov, Kondratij Michajlov, Grigorij Naumov, Alexej Nikiforov a další. Mistr Čochov zemřel roku 1629.